# Kotka (botanika)

Dwa rodzaje kotek: groniasta i kłosowa

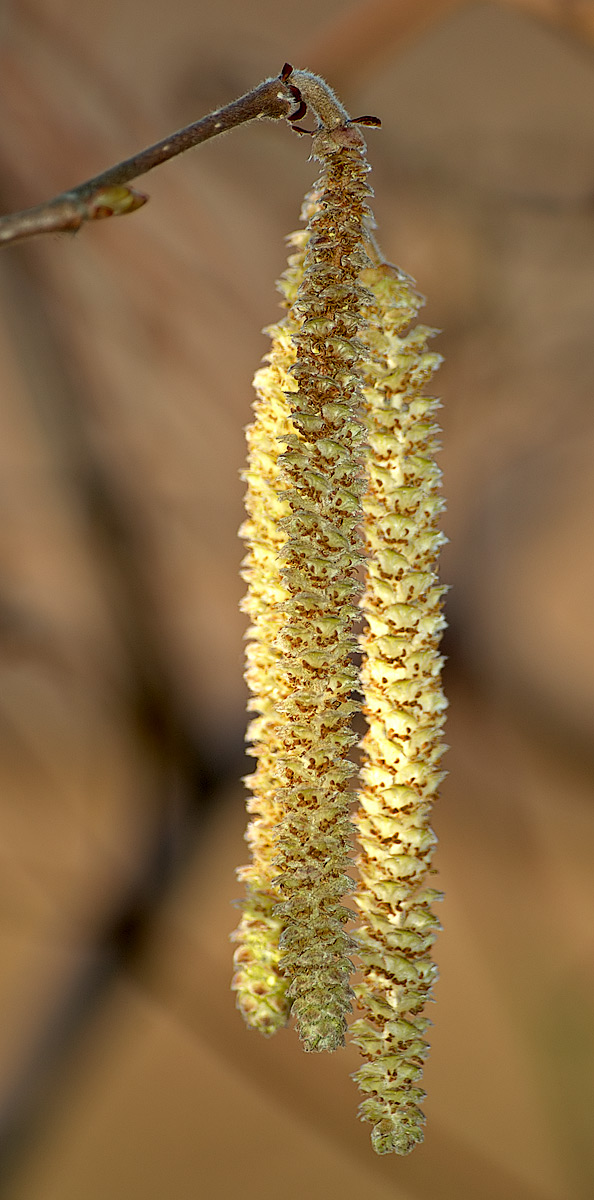
Kotki męskie leszczyny pospolitej

Kotka, bazia (łac. amentum, ang. catkin) – odmiana kłosa lub grona, typ kwiatostanu, w którym pojedyncze kwiaty osadzone są na osi pędu bez szypułek lub z krótkimi szypułkami. Od kłosa i grona różni się tym, że po spełnieniu swojej roli odpada w całości. Kotki mają przeważnie wiotką, zwieszająca się oś główną.
Kotka należy do grupy kwiatostanów otwartych, bez pączka szczytowego, czyli teoretycznie o nieograniczonym wzroście. Kwiaty zaczynają się rozwijać od nasady głównej osi, stopniowo w kierunku wierzchołka kotki. Najstarsze kwiaty znajdują się więc u nasady kotki. Należy też do grupy kwiatostanów groniastych, czyli kwiatostanów posiadających jedną główną oś.
Kotki występują np. u wierzby, leszczyny. Występujące u podstawy każdego kwiatka w kotce listki to przysadki, u podstawy całej kotki – podsadki. Ich występowanie, kształt, kolor, morfologia ma znaczenie przy oznaczaniu np. licznych gatunków wierzb, podobne, jak wielkość i morfologia samej kotki.